# Division I 1968-1969 (pallacanestro maschile)
La Division I 1968-1969 è stata la 37ª edizione del massimo campionato belga di pallacanestro maschile. La vittoria finale è stata ad appannaggio del Racing Mechelen.

## Risultati

### Stagione regolare
|     | Squadra             | G  | V  | N | P  | PF | PS | Pt. | Qualificazione       |
| --- | ------------------- | -- | -- | - | -- | -- | -- | --- | -------------------- |
| 1.  | Racing Mechelen     | 22 | 18 | 0 | 4  |    |    | 36  | girone finale        |
| 2.  | BUS Lier            | 22 | 16 | 0 | 6  |    |    | 32  | girone finale        |
| 3.  | Standard Liegi      | 22 | 15 | 0 | 7  |    |    | 30  | girone finale        |
| 4.  | Antwerpse           | 22 | 13 | 1 | 8  |    |    | 27  | girone finale        |
| 5.  | Oxaco Boechout      | 22 | 12 | 1 | 9  |    |    | 25  | girone finale        |
| 6.  | Bavi Vilvoorde      | 22 | 12 | 1 | 10 |    |    | 24  | girone finale        |
| 7.  | Royal IV Anderlecht | 22 | 11 | 1 | 10 |    |    | 23  | girone retrocessione |
| 8.  | Avanti Brugge       | 22 | 11 | 1 | 10 |    |    | 23  | girone retrocessione |
| 9.  | Pitzemburg          | 22 | 8  | 1 | 13 |    |    | 17  | girone retrocessione |
| 10. | VG Ostenda          | 22 | 6  | 1 | 15 |    |    | 13  | girone retrocessione |
| 11. | Fellows Anversa     | 22 | 5  | 0 | 17 |    |    | 10  | girone retrocessione |
| 12. | Hyfima Kiel         | 22 | 2  | 0 | 20 |    |    | 4   | girone retrocessione |

### Girone retrocessione
|     | Squadra             | G  | V  | N | P  | PF | PS | Pt. | Qualificazione |
| --- | ------------------- | -- | -- | - | -- | -- | -- | --- | -------------- |
| 7.  | Avanti Brugge       | 32 | 19 | 2 | 11 |    |    | 40  |                |
| 8.  | Pitzemburg          | 32 | 16 | 1 | 15 |    |    | 33  |                |
| 9.  | Royal IV Anderlecht | 32 | 14 | 3 | 15 |    |    | 31  |                |
| 10. | VG Ostenda          | 32 | 9  | 2 | 21 |    |    | 20  |                |
| 11. | Fellows Anversa     | 32 | 9  | 0 | 23 |    |    | 18  | retrocesse     |
| 12. | Hyfima Kiel         | 32 | 4  | 0 | 28 |    |    | 8   | retrocesse     |

### Girone finale
|    | Squadra         | G  | V  | N | P  | PF | PS | Pt. |
| -- | --------------- | -- | -- | - | -- | -- | -- | --- |
| 1. | Racing Mechelen | 32 | 24 | 2 | 6  |    |    | 50  |
| 2. | Standard Liegi  | 32 | 20 | 1 | 11 |    |    | 41  |
| 3. | BUS Lier        | 32 | 20 | 0 | 13 |    |    | 40  |
| 4. | Antwerpse       | 32 | 18 | 1 | 13 |    |    | 37  |
| 5. | Oxaco Boechout  | 32 | 16 | 2 | 14 |    |    | 34  |
| 6. | Bavi Vilvoorde  | 32 | 16 | 0 | 16 |    |    | 32  |

| Division I 1968-1969      |
| ------------------------- |
| Racing Mechelen 4º titolo |